# Shintarō Ishihara
Shintarō Ishihara (石原 慎太郎 Ishihara Shintarō?,  prefectura de Hyogo, Japón; 30 de septiembre de 1932 - Tokio, 1 de febrero de 2022) fue un escritor japonés, gobernador de la Metrópolis de Tokio hasta 2012. Los miembros de la Cámara de Representantes Nobuteru Ishihara y Hirotaka Ishihara fueron su primer y tercer hijo; el actor y pronosticador del clima Yoshizumi Ishihara fue su segundo hijo.

## Biografía

### Juventud
Ishihara nació en Kōbe, se crio en Zushi y asistió a la Universidad de Hitotsubashi, donde se graduó en 1956. A solo dos meses de su graduación, Ishihara ganó el Premio Akutagawa (el galardón literario más prestigioso de Japón) por su novela Estaciones en el sol (太陽の季節 Taiyō no kisetsu?). Su hermano menor Yujiro Ishihara jugó un papel importante en la adaptación de la novela a la pantalla, y los dos se convirtieron rápidamente en personas admiradas por la juventud (Yujiro Ishihara murió en 1987).
A comienzos de los años 1960 se concentró en la literatura, escribiendo obras, anime, novelas y una versión musical de La Isla del Tesoro. Fue director, tuvo su compañía de teatro, viajó al Polo Norte, condujo su propio yate y atravesó Sudamérica en motocicleta. De 1967 a 1968, cubrió la Guerra de Vietnam como reportero para el periódico en el que trabajaba, Yomiuri Shimbun.

### Carrera legislativa
En 1968 Ishihara se desempeñó como candidato en el Partido Liberal Democrático (LDP) para concejal en la Dieta de Japón. Se colocó primero en la lista del LPD con una resultado sin precedentes de 3 millones de votos a su favor. Después de cuatro años en la cámara alta, Ishihara ocupó la posición de representante del segundo distrito de Tokio en la Cámara de representantes, ganando nuevamente las elecciones.
Como miembro de la Asamblea Legislativa, Ishihara fue bastante crítico hacia el LDP. En 1973, se movió con otros treinta legisladores del LDP al grupo anticomunista Seirankai (Grupo Tormenta Azul); el grupo ganó notoriedad en los medios por realizar un pacto de sangre para lograr la unidad de los miembros.
Ishihara se postuló como candidato para la gobernación de Tokio en 1975 pero perdió contra el incumbente popular Socialista Ryokichi Minobe. Luego, Retorno a la Cámara de Representantes y trabajo incrementando así su estatus en el liderato del partido, sirviendo como director de la Agencia General Ambiental bajo el mandato de Takeo Fukuda (1976) y como Ministro de Transporte bajo Noboru Takeshita (1989). Durante los años 1980, se decía a menudo que Ishihara era en parte un líder dentro del LDP.
En 1989, poco después de perder una cerrada disputa en la carrera por la presidencia de su partido, Ishihara se hizo notar en occidente mediante su libro, Un Japón que puede decir no (「NO」と言える日本 "No" to ieru Nippon?), del cual fue coautor con el entonces presidente de Sony, Akio Morita. El libro invitaba a sus compañeros paisanos a hacerle frente a los Estados Unidos.
En 1995 Ishihara se retiró de la política nacional, culminando con 25 años de carrera como miembro de la Asamblea Legislativa de Japón.

### Gobernador de Tokio
En 1999 fue candidato independiente para gobernador de Tokio, resultando electo. Desde entonces ha tomado varias medidas gubernamentales a nivel metropolitano que en ocasiones han hecho que ganara el favor de la gente, como lo fue el nuevo impuesto al beneficio bruto implantado a los bancos (en vez del beneficio neto), y el nuevo impuesto de ocupación a los hoteles, así como la restricción de la operación de vehículos impulsados por diésel. Fue reelegido en 2003.
En el 2005 Ishihara declaró que Tokio haría una oferta para participar en los Juegos Olímpicos de 2016, un balde de agua fría para la oferta de Fukuoka. En 2007 fue reelegido por segunda vez. 
Ishihara no pensaba ser cantidato para las elecciones de 2011, pero al final anunció su candidatura. Aunque esta vez fue objeto de dura crítica hacia sus comentarios en torno a los terremoto y tsunami del 11 de marzo, como "el tsunami es un castigo divino", terminó siendo reelegido. No obstante, un año más tarde abandonó el cargo.

## Racismo y sexismo
Ishihara también ha generado controversia por su apoyo al nacionalismo japonés así como severas demostraciones de racismo, distorsión histórica y sexismo.
Ha hecho declaraciones refiriéndose a inmigrantes chinos y coreanos establecidas en Tokio como sangokujin (三国人), un antiguo término despectivo que literalmente significa "persona del tercer país". Ishihara también declaró en una entrevista a la revista Playboy en 1995 que la Masacre de Nankín (serie de atrocidades cometidas por los japoneses en los años 1930) "nunca ocurrió" y que fue "un invento de los chinos". 
En noviembre de 1999 Ishihara dijo al superintendente general del Departamento de Policía Metropolitana, Takeshi Noda, que en caso de un desastre natural de gran envergadura, "existe la posibilidad de que los extranjeros que residen ilegalmente puedan hacer algo que se salga de las manos." Al mismo tiempo la publicación Japan Traveler lanzó un artículo diciendo que el gobernador necesitaba algunas lecciones de historia ya que fueron los extranjeros quienes habían sido atacados por las multitudes japonesas, e inclusive elementos de la policía y el Ejército Imperial durante el último gran terremoto que azotó el área de Kanto en 1923.
A su vez ha hecho marcadas declaraciones discriminatorias contra las mujeres, incluyendo una entrevista con Shukan Josei en la que dijo que las mujeres ancianas sin funciones reproductivas eran inservibles.
En 2005 fue demandado por un grupo de franceses y japoneses por declarar durante la inauguración de un edificio de una universidad "tengo que decir que no es una sorpresa que el francés haya fracasado como idioma internacional, ya que es un idioma con el que no se puede contar". Posteriormente refutó sus comentarios en contra de la cultura francesa, profesando su amor hacia la literatura francesa en un canal de noticias japonés.
El 25 de marzo de 2006 durante la Feria Internacional de Animación de Tokio, Ishihara atacó a Mickey Mouse afirmando que la mascota de Disney era inferior al anime japonés, y declaró: "Odio a Mickey Mouse, no tiene nada que tenga parecido con la sensibilidad única que Japón tiene. Los japoneses son inherentemente diestros en expresión visual y trabajo detallado".

## Obras principales
- La estación del sol (太陽の季節, relato, 1956)
- La fruta loca (狂った果実, novela, 1956)
- El juego perfecto (完全な遊戯, novela, 1958)
- Atravesando diez mil kilómetros por América Latina (南米横断一万キロ, ensayo, 1960)
- El acto y la muerte (行為と死, novela, 1964)
- La educación militar. Libro para educar niños fuertes (スパルタ教育 強い子どもに育てる本, ensayo, 1969)
- El bosque de los fósiles (化石の森, novela, 1970)
- Fiesta secreta (秘祭, novela, 1984)
- Sobrevivir (生還, novela, 1988)
- El tiempo sublime de mi vida (わが人生の時の時, relatos, 1990)
- El eclipse de Yukio Mishima (三島由紀夫の日蝕, ensayo, 1991)
- Memoria sobre el viento (風についての記憶, novela, 1994)
- Pregunto a los vendepatriotas (亡国の徒に問う, ensayo, 1996)
- El ángel del cuerpo (肉体の天使, novela, 1996)
- Mi hermano (弟, novela no ficción, 1996)
- Estado, ese fantasma: antimemorias de mi vida política (国家なる幻影 わが政治への反回想, 1999)
- La isla del fuego (火の島, novela, 2008)

## Traducciones al español
A la fecha, sólo dos de sus libros, su novela ganadora del Akutagawa y su biografía de Yukio Mishima, se han traducido al español:
- La estación del sol (Gallo Nero, 2014; 2021) (Traducción del Japonés por Yoko Ogihara y Fernando Cordobés)
- El eclipse de Yukio Mishima (Gallo Nero, 2014) (Traducción del Japonés por Yoko Ogihara y Fernando Cordobés)